# Franjinha
Franjinha é um personagem fictício da Turma da Mônica, criado em 1959, sendo com Bidu, o primeiro personagem da Turma comercialmente publicado. É uma caricatura de Carlinhos, um sobrinho de Maurício de Sousa. Ele adora principalmente o mundo da ciência, sempre fazendo experiências.
Por ser mais velho que os quatro protagonistas da turma (Mônica, Cebolinha, Cascão, ou Magali), ele em muitas histórias serve como uma figura de exemplo para os quatro e, por causa disso, os quatro (ou até mesmo os outros personagens) sempre o procuram para pedir alguma coisa criada por ele para ajuda-los. Mesmo sendo extremamente inteligente (sendo capaz de criar uma máquina do tempo, uma nave espacial capaz de viajar para planetas que estão anos-luz de distância do planeta Terra, um universo em miniatura em seu porão, entre outras várias invenções extraordinárias), ele é muito atrapalhado, o que causa que suas experiências normalmente terminam em problemas. Ele também usa seus amigos para testarem suas experiências, mas estes não gostam muito delas, pois sabem que terminam em problemas. Às vezes, Franjinha tenta ajudar os outros meninos a derrotar a Mônica com suas experiências, mas não é muito comum ele fazer isso (geralmente só faz isso se for ganhar algo em troca), já que está sempre ocupado com seus experimentos e prefere fazer suas invenções do que roubar o Sansão (isso resulta em algumas histórias onde o Cebolinha pega as invenções do Franjinha para usar contra a Mônica escondido e sem avisar a ele, pois o Cebolinha sabe que ele não iria aceitar participar dos “Planos Infalíveis” dele).
Franjinha é dono do cão Bidu, que não gosta de tomar banho e, por isso, foge quando seu dono tenta limpá-lo. Ele é apaixonado pela Marina, e sempre tenta agradá-la com coisas novas e impressionantes. Originalmente ele tem nove anos, foi o protagonista das histórias antes do surgimento de Cebolinha, e tinha como melhores amigos Zé Luís, Titi e Jeremias, ele também tem uma grande amizade com Manezinho, Quinzinho, Humberto e Anjinho, e faz parte da Turma do Bermudão. Nas primeiras histórias, ele era um garoto bem gordo e ingênuo, porém mudou bastante seu visual até a década de 1970.